# Pedro Troglio
Pedro Troglio (født 28. juli 1965) er en tidligere argentinsk fodboldspiller.

## Argentinas fodboldlandshold
| Argentinas landshold | Argentinas landshold | Argentinas landshold |
| År                   | Kmp                  | Mål                  |
| -------------------- | -------------------- | -------------------- |
| 1987                 | 1                    | 0                    |
| 1988                 | 3                    | 1                    |
| 1989                 | 8                    | 0                    |
| 1990                 | 9                    | 1                    |
| Total                | 21                   | 2                    |